# سیارک ۸۵۶۰
سیارک ۸۵۶۰ (به انگلیسی: 8560 Tsubaki، نامگذاری:1995SD5) هشت هزار و پانصد و شصتمین سیارک کشف شده‌است که در ۲۰ سپتامبر ۱۹۹۵ کشف شد.
قدر مطلق سیارک برابر ۱۲٫۳۰ است.